# Regelkommunikation
Die Regelkommunikation (zuweilen auch als Reko, RK abgekürzt) ist eine geplante, regelmäßig wiederkehrende Kommunikation. Als festgelegter Rahmen für den Informationsaustausch ist sie in Unternehmen und Organisationen eine Grundlage für effizientes Handeln. Hierbei wird zwischen der internen und externen Regelkommunikation unterschieden.
Die interne Regelkommunikation sorgt für eine effiziente Abwicklung des Informationsaustausches zwischen Arbeitsprozessen, indem alle relevanten Informationen in der benötigten Qualität zur rechten Zeit am rechten Ort sind. Zur Erfüllung dieser Aufgabe muss der mündliche oder schriftliche Informationsaustausch strukturell, inhaltlich und zeitlich geregelt sein. Die Struktur muss vordefiniert und zielorientiert sein, die Inhalte müssen bis zum definierten Ziel durchgetragen werden und die Zeitpunkte müssen in regelmäßigen Intervallen erfolgen. Die externe Regelkommunikation mit Kunden wird durch vorhersehbare, zyklische und/oder planbare Ereignisse ausgelöst.

## Beispiele

### Interne Regelkommunikation
Das Personalwesen will mit regelmäßigen Mitarbeitergesprächen deren Qualifikation verbessern, die Leistungsfähigkeit steigern und die Motivation verbessern oder erhalten.
Die Qualitätssicherung und -verbesserung realisiert in regelmäßigen Workshops eine Analyse der Schwachstellen und Verbesserungspotentiale, die Entwicklung von Optimierungskonzepten und die Überprüfung der Ergebnisse.

### Externe Regelkommunikation
Das Marketing wendet sich mit  regelmäßiger Kommunikation an den Kunden. Die Auslöser dieser Regelkommunikation werden bedingt durch den Kunden (Geburtstage, Jubiläen, Erreichen von Zielwerten etc.), durch den Markt (Events, Presseartikel, Gesetzesänderungen etc.) oder durch die Organisation selber (interne Personalveränderungen, neue Produkte, Medienpräsenz etc.).

### Mischform
Eine Finanzabteilung versendet in festen Zeitintervallen Rechnungen, Mahnungen, Mitteilungen über Kontostände etc. per Regelbrief an die Kunden. Die Anlässe werden durch den Kunden per Vertragsabschluss ausgelöst und gliedern sich in den regelmäßigen internen Prozess der Rechnungserstellung ein, der unabhängig vom individuellen Vertragsabschluss definiert ist.